# Nederluleå distrikt
Nederluleå distrikt är ett distrikt i Luleå kommun och Norrbottens län. Distriktet ligger omkring Luleå i södra Norrbotten och är landskapets såväl som länets befolkningsmässigt största distrikt.

## Tidigare administrativ tillhörighet
Distriktet inrättades 2016 och utgörs av en del av området som Luleå stad omfattade till 1971, delen som före 1969 utgjorde Nederluleå socken.
Området motsvarar den omfattning Nederluleå församling hade 1999/2000.

## Tätorter och småorter
I Nederluleå distrikt finns 17 tätorter och 22 småorter.

### Tätorter
- Antnäs
- Bensbyn
- Bergnäset
- Brändön
- Bälinge
- Ersnäs
- Gammelstaden (del av)
- Hällbacken och Sinksundet (del av)
- Kallax
- Klöverträsk
- Luleå (del av)
- Måttsund
- Persön
- Rutvik
- Sundom
- Södra Sunderbyn
- Ängesbyn

### Småorter
- Ale
- Avan
- Björsbyn (västra delen)
- Björsbyn (östra delen)
- Bodvallen
- Bodön
- Brändön Staffansvägen
- Brännan
- Bälinge
- Börjelslandet
- Edet
- Fällträsk
- Gäddvik
- Likskäret
- Mörön
- Norra Gäddvik (del av)
- Reveln
- Rutvikssund
- Smedsbyn
- Träskberget
- Örarna
- Östra Persön